# Madranges
Madranges é uma comuna francesa na região administrativa da Nova Aquitânia, no departamento de Corrèze. Estende-se por uma área de 12,88 km². Em 2010 a comuna tinha 202 habitantes (densidade: 15,7 hab./km²).